# Adalbert von Bredow

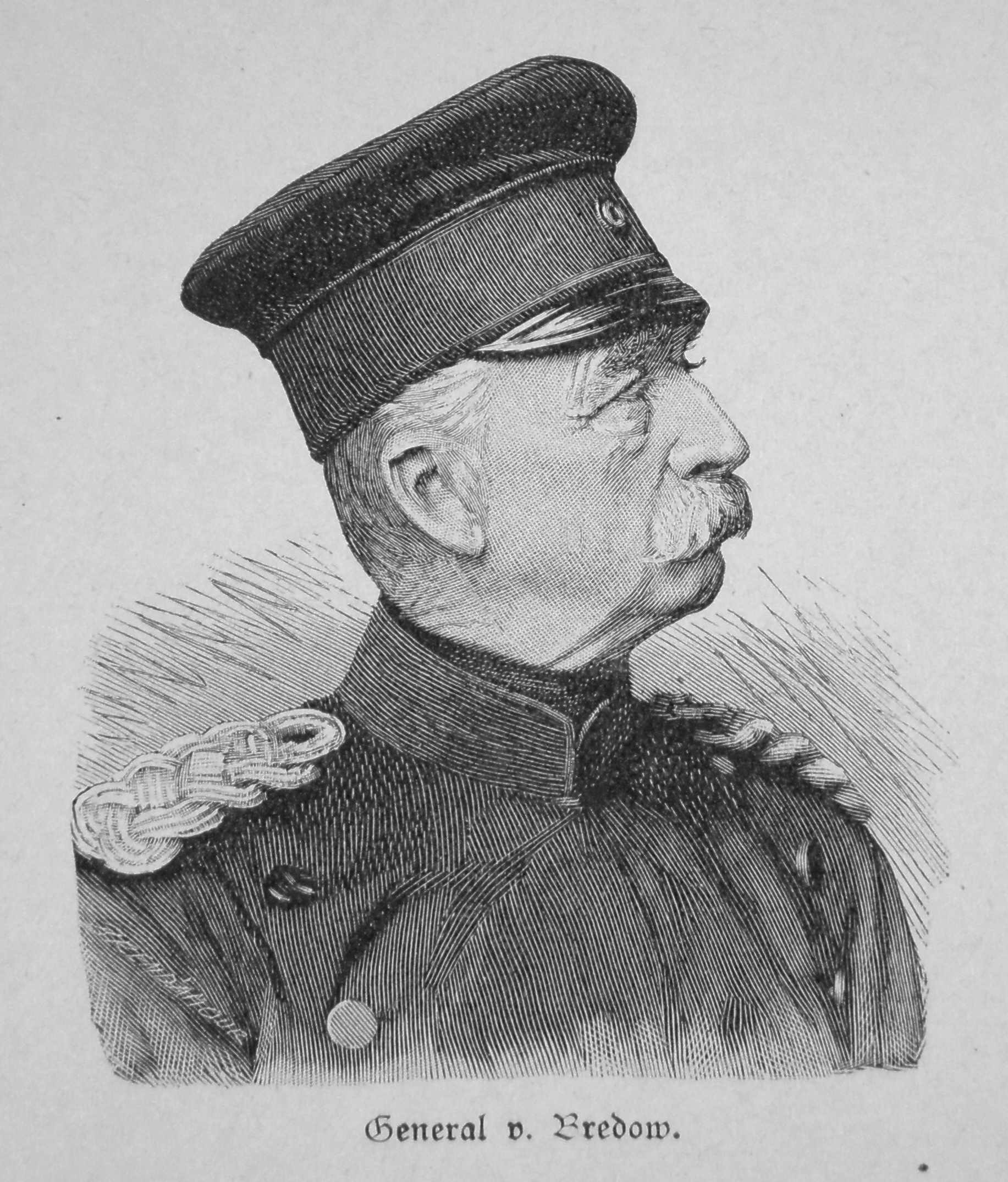
Adalbert von Bredow.

Friedrich William Adalbert von Bredow (24 de mayo de 1814 - 3 de marzo de 1890) fue un oficial de caballería alemán.

## Carrera militar
Nacido en Briesen, cerca de Friesack en Brandeburgo, hijo del Mayor Friedrich von Bredow (1787-1878) y Bernhardine Sophie (nacida von Wulffen) (1792-1859), se unió al Regimiento de Húsares de la Guardia en 1832 como Unteroffizier. Para 1859, recibió el mando del 4.º Regimiento de Dragones. Como coronel, von Bredow lideró la 2.ª Brigada de Caballería en la guerra austro-prusiana de 1866, y fue promovido a mayor general. Es más conocido como héroe de la guerra franco-prusiana después de la batalla de Mars-la-Tour de 16 de agosto de 1870. Durante esta batalla comandaba la 12.ª Brigada de Caballería en una de las últimas cargas de caballería masivas y exitosas en la guerra. Antes del asalto von Bredow afirmó que "costaría lo que costara". La "cabalgada de la muerte de Bredow" resultó en masivas bajas en las fuerzas prusianas pero logró derrotar a una fuerza francesa que le sobrepasaba en una proporción de cuatro hombres a uno. El acontecimiento fue utilizado durante las siguientes décadas por tácticos militares para argumentar que las cargas de caballería todavía podían ganar batallas. Von Bredow fue ascendido a teniente general y recibió el mando de la 18.ª División de infantería.
El 2 de diciembre de 1873, von Bredow recibió la Orden del Águila Roja, 1.ª Clase con hojas de roble y espadas.

## Familia
Von Bredow contrajo matrimonio con Elise Cäcilie Friederike Kühne in 1849, con quien tuvo once hijos. Escribió una autobiografía llamada Aus meinem Leben que fue publicada en 1885. Murió en las propiedades de la familia en Briesen.